# 平房天主堂
平房天主堂，全名天主教北京教区平房耶稣君王堂，位于北京市朝阳区平房地区平房村平房街正街87号，隶属天主教北京教区。

## 简介
平房天主堂位于平房村，其东侧为东五环，北为东五环与首都机场第二高速公路相交处的平房桥。平房天主堂始建于1922年。中华人民共和国初期，1958年停止宗教活动，此后该地一直由平房乡人民政府使用，曾先后被用作灯泡厂、敬老院。1980年代末，由北京市各级人民政府协助天主教北京教区落实政策，并经北京市政协副主席甘英的支持，北京市人民政府及北京市民族事务委员会宗教处领导的多方工作，经过三年努力，1991年平房天主堂复堂，北京教区神学院迁入。1996年平房天主堂加建钟楼。平房天主堂是北京市朝阳区普查登记文物。

## 主任司铎
| 主任司铎 …… - 鲍静坡神父（？—？） - 王学群神父（2009年7月—2011年） - 杨科神父（2011年2月—，同时负责马泉营祈祷所牧灵工作） | 副主任司铎 …… - 刘谦逊神父（2011年2月—2014年） |